# Jours-lès-Baigneux
Jours-lès-Baigneux est une commune française située dans le département de la Côte-d'Or, en région Bourgogne-Franche-Comté.
Les gentilés sont Jorsien et Jorsienne.

## Géographie

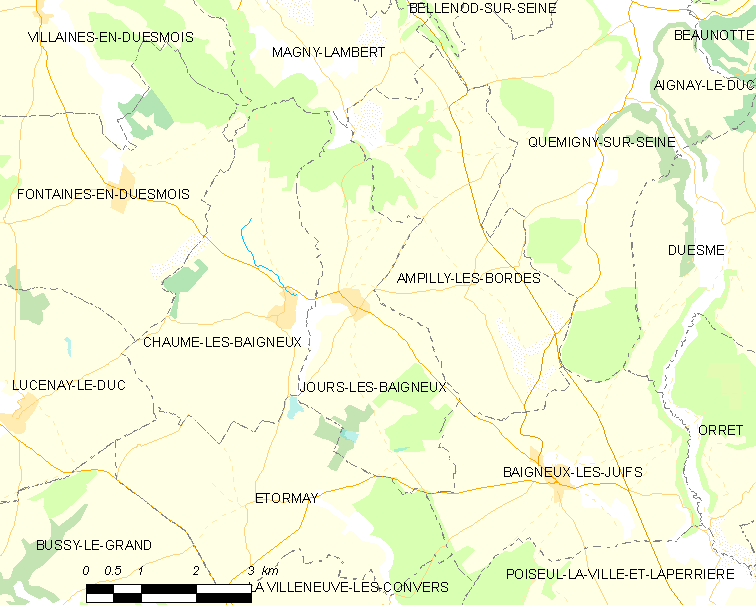

Tout en longueur sur un axe nord-sud, et coupé est-ouest en son milieu par un ruisseau sur lequel s'est bâti le village principal, le territoire de Jours-lès-Baigneux, 11 km2, est la réunion de deux vallonnements culminant à 404 m au nord et 412 m au sud, séparés par une petite vallée qui descend à 351 m. Le faible relief est dû à la situation haute de la commune sur le plateau du Duesmois qui lui confère une vocation agricole, avec quelques bois dans les pointes nord (bois de Jours) et sud (Bois du Charmoi, du Foribellon… autour du hameau de Cessey, dans lesquels est installé l'aérodrome éponyme). On trouve dans les vallées quelques prairies irriguées par les ruisseaux.

### Accès
Le village est traversé par la D 21 qui relie Laignes au nord-est à la D 971 (Troyes-Dijon) près de Baigneux-les-Juifs au sud-ouest.

### Hydrographie
Le ruisseau de la Planchotte prend sa source à 150 m de la limite de commune sur le territoire voisin d'Ampilly-les-Bordes. Après avoir alimenté quelques petits étangs et contourné le château il se jette dans la Laignes (ou Laigne ou ruisseau de Marcenay) qui disparaît elle-même dans une perte karstique à Puits pour revenir en surface à la résurgence de Laignes à 20 km plus au nord. Cette rivière qui prend sa source au sud du finage sur la limite de commune avec Baigneux-les-Juifs remplit deux étangs dont celui du château de Cessey avant de passer sur le territoire d'Étormay. Avant sa confluence avec la Planchotte, elle sert de limite de commune sur 600 m et y reçoit l'eau de la fontaine Gond.

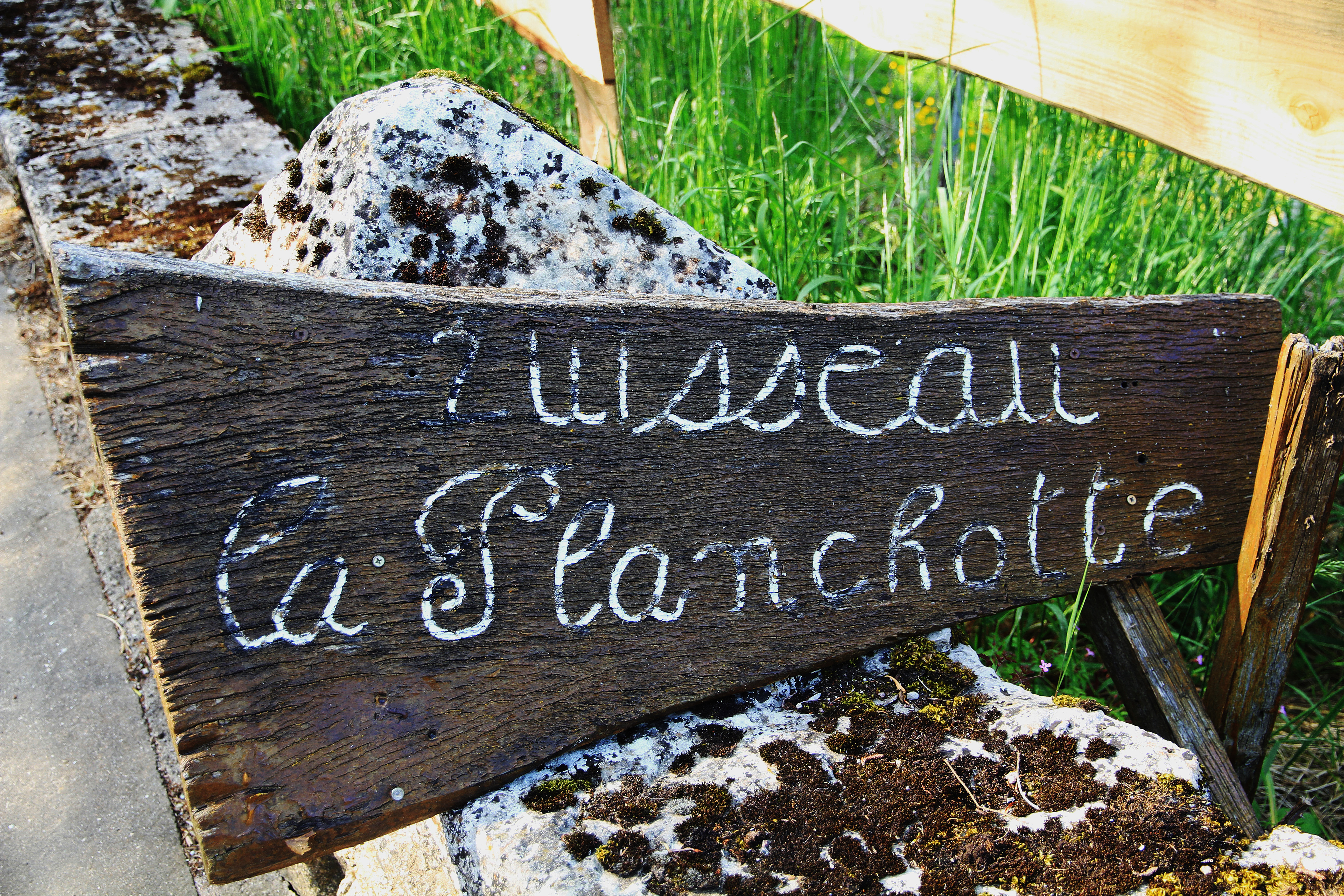
Près du château de Jours-lès-Baigneux.
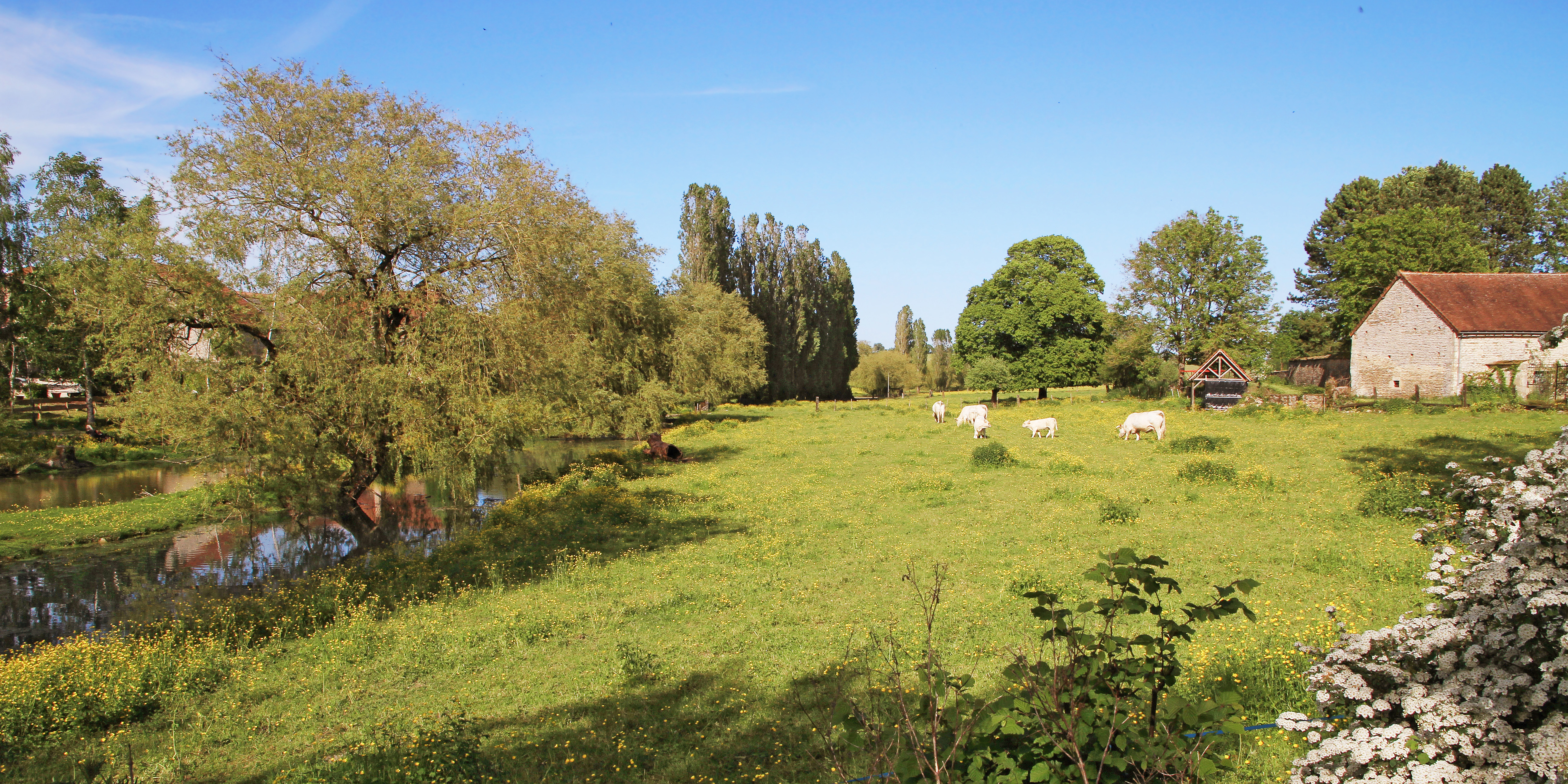
Prairies en rive de la Planchotte dans le village.

### Hameaux, écarts, lieux-dits
- Hameau détaché du village : Cessey avec château, chapelle et piste d'atterrissage en dur de 1 500 m aux limites sud de la commune.
- Habitat ou bâti écarté : ferme de la Combe-Bernard.
- Lieux-dits d'intérêt local : pont de la Planchotte, bois de Jours, la Montée aux-Bœufs, château, étang et aérodrome de Cessey dans le bois du Foribellon.

### Climat
Pour des articles plus généraux, voir Climat de la Bourgogne-Franche-Comté et Climat de la Côte-d'Or.
En 2010, le climat de la commune est de type climat des marges montargnardes, selon une étude du Centre national de la recherche scientifique s'appuyant sur une série de données couvrant la période 1971-2000. En 2020, Météo-France publie une typologie des climats de la France métropolitaine dans laquelle la commune est exposée à un climat océanique altéré et est dans la région climatique  Lorraine, plateau de Langres, Morvan, caractérisée par un hiver rude (1,5 °C), des vents modérés et des brouillards fréquents en automne et hiver. 
Pour la période 1971-2000, la température annuelle moyenne est de 10 °C, avec une amplitude thermique annuelle de 16,6 °C. Le cumul annuel moyen de précipitations est de 873 mm, avec 13 jours de précipitations en janvier et 8,4 jours en juillet. Pour la période 1991-2020, la température moyenne annuelle observée sur la station météorologique de Météo-France la plus proche, « Montbard_sapc », sur la commune de Montbard à 20 km à vol d'oiseau, est de 11,4 °C et le cumul annuel moyen de précipitations est de 853,5 mm,. Pour l'avenir, les paramètres climatiques de la commune estimés pour 2050 selon différents scénarios d'émission de gaz à effet de serre sont consultables sur un site dédié publié par Météo-France en novembre 2022.

## Urbanisme

### Typologie
Au 1er janvier 2024, Jours-lès-Baigneux est catégorisée commune rurale à habitat dispersé, selon la nouvelle grille communale de densité à 7 niveaux définie par l'Insee en 2022.
Elle est située hors unité urbaine et hors attraction des villes,.

### Occupation des sols
L'occupation des sols de la commune, telle qu'elle ressort de la base de données européenne d’occupation biophysique des sols Corine Land Cover (CLC), est marquée par l'importance des territoires agricoles (75,8 % en 2018), une proportion identique à celle de 1990 (75,8 %). La répartition détaillée en 2018 est la suivante : terres arables (71,7 %), forêts (22 %), prairies (4,1 %), zones urbanisées (2,2 %). L'évolution de l’occupation des sols de la commune et de ses infrastructures peut être observée sur les différentes représentations cartographiques du territoire : la carte de Cassini (XVIIIe siècle), la carte d'état-major (1820-1866) et les cartes ou photos aériennes de l'IGN pour la période actuelle (1950 à aujourd'hui).

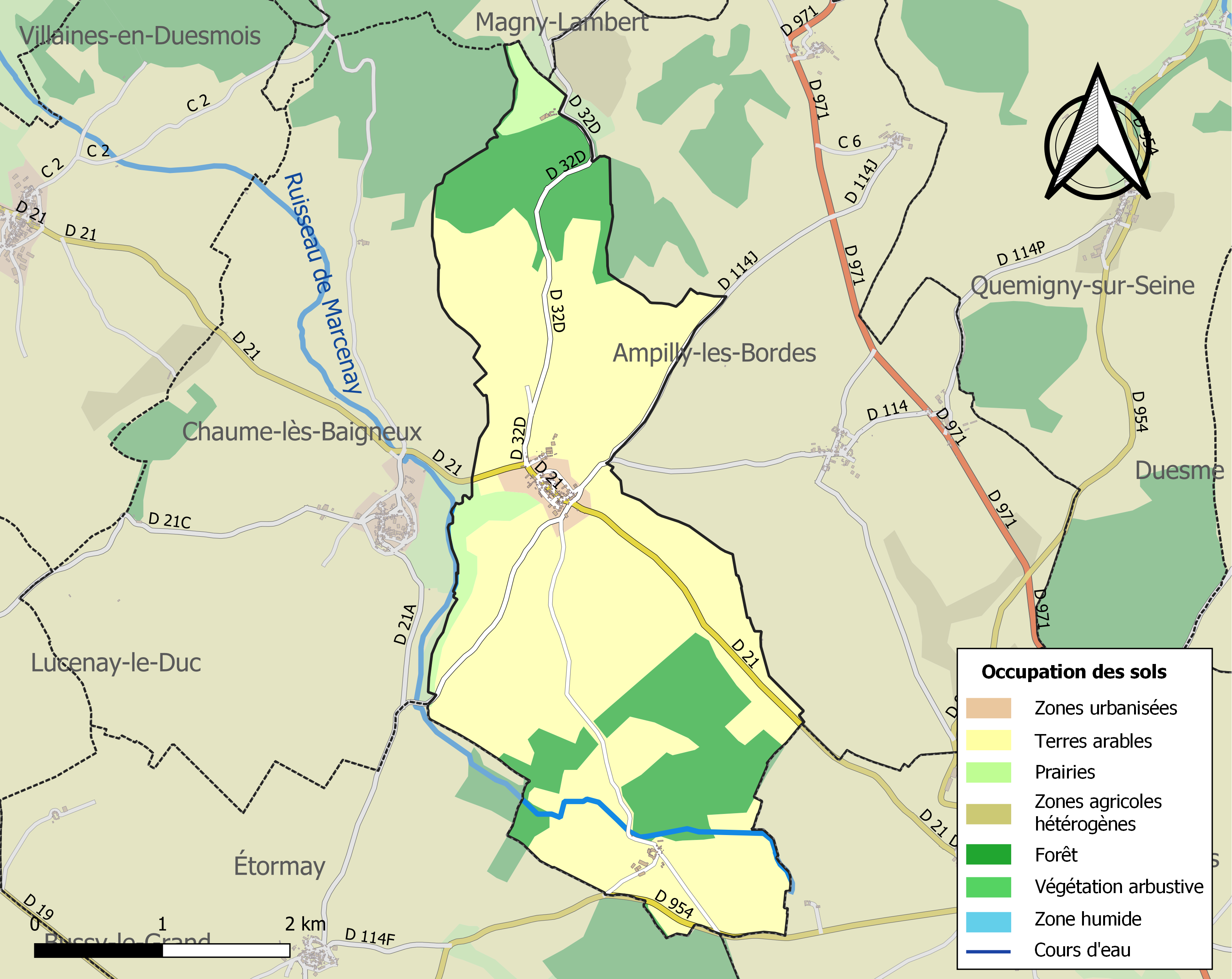
Carte des infrastructures et de l'occupation des sols de la commune en 2018 (CLC).

## Histoire

### Antiquité
Une nécropole mérovingienne fouillée en 1958 a fourni deux beaux sarcophages et des objets exposés au musée du pays châtillonnais.

### Moyen Âge
Le château a successivement appartenu à Hugues Ier de Bourgogne, Hugues du Til puis les familles de Charrey, Jean de Mussey et d'Anglure.
Cessey, le principal écart du village, est une ancienne grange de l'abbaye de Fontenay.

### Époque moderne
Le château est rebâti en 1558 par Claude d'Anglure puis passe entre diverses mains.

### Époque contemporaine
Racheté par un particulier au milieu du XIXe siècle, le château est transformé en ferme. Il est classé monument historique en juin 1964.

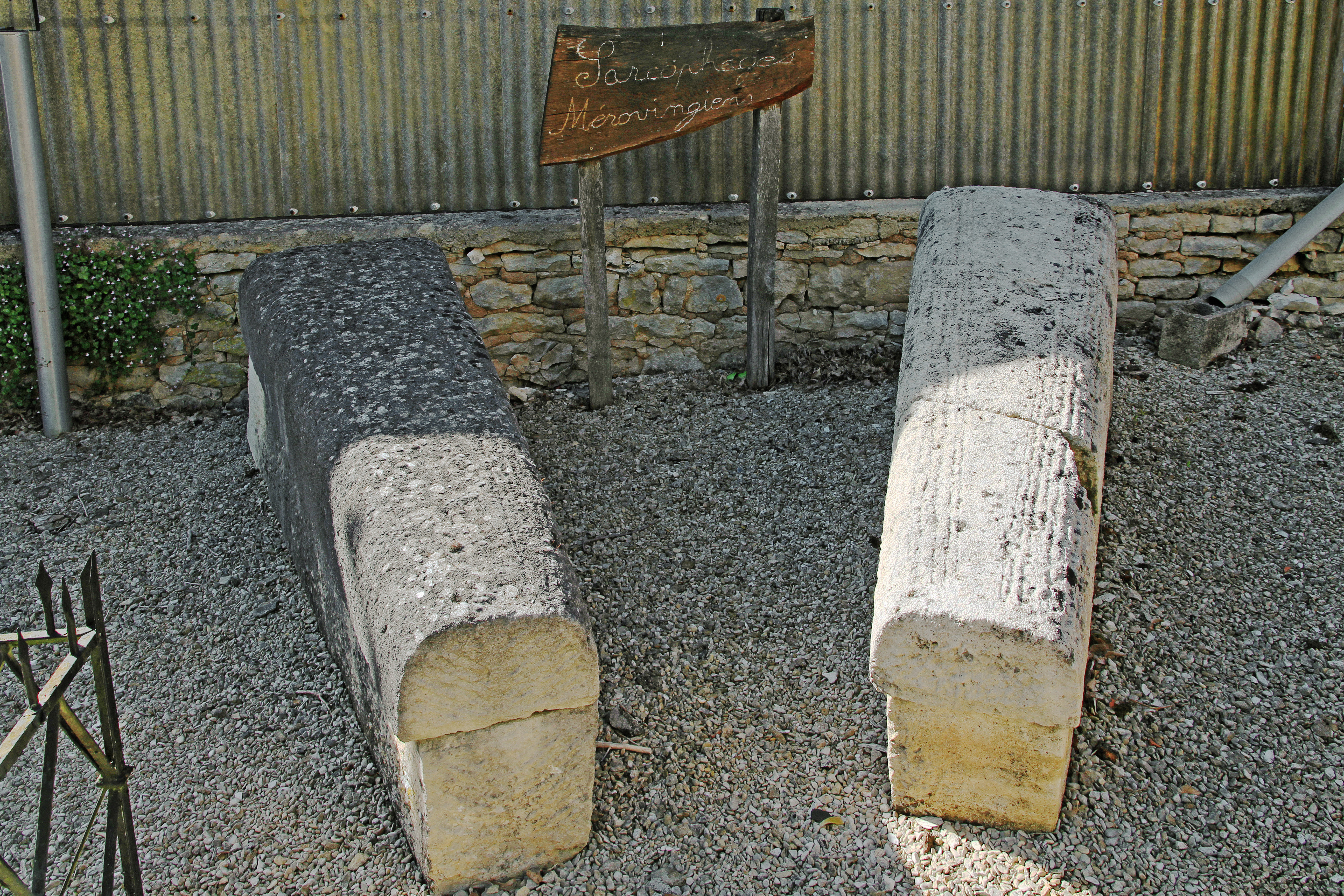
Sarcophages mérovingiens dans le cimetière.
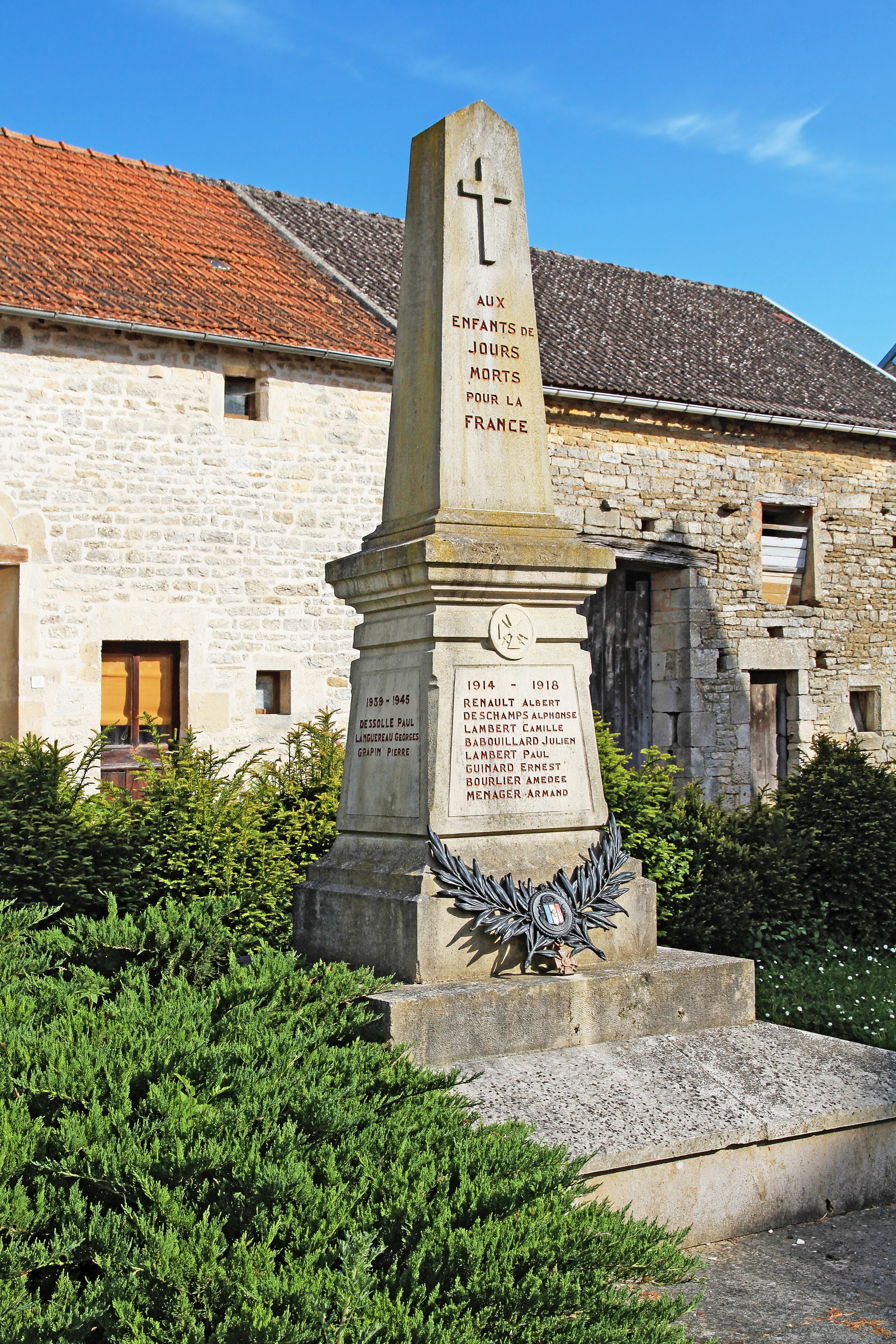
Monument aux morts.

## Politique et administration
| Période                                  | Période  | Identité      | Étiquette | Qualité |
| ---------------------------------------- | -------- | ------------- | --------- | ------- |
| mars 2001                                | En cours | Thierry Aubry |           |         |
| Les données manquantes sont à compléter. |          |               |           |         |

Jours-lès-Baigneux appartient :
- à l'arrondissement de Montbard,

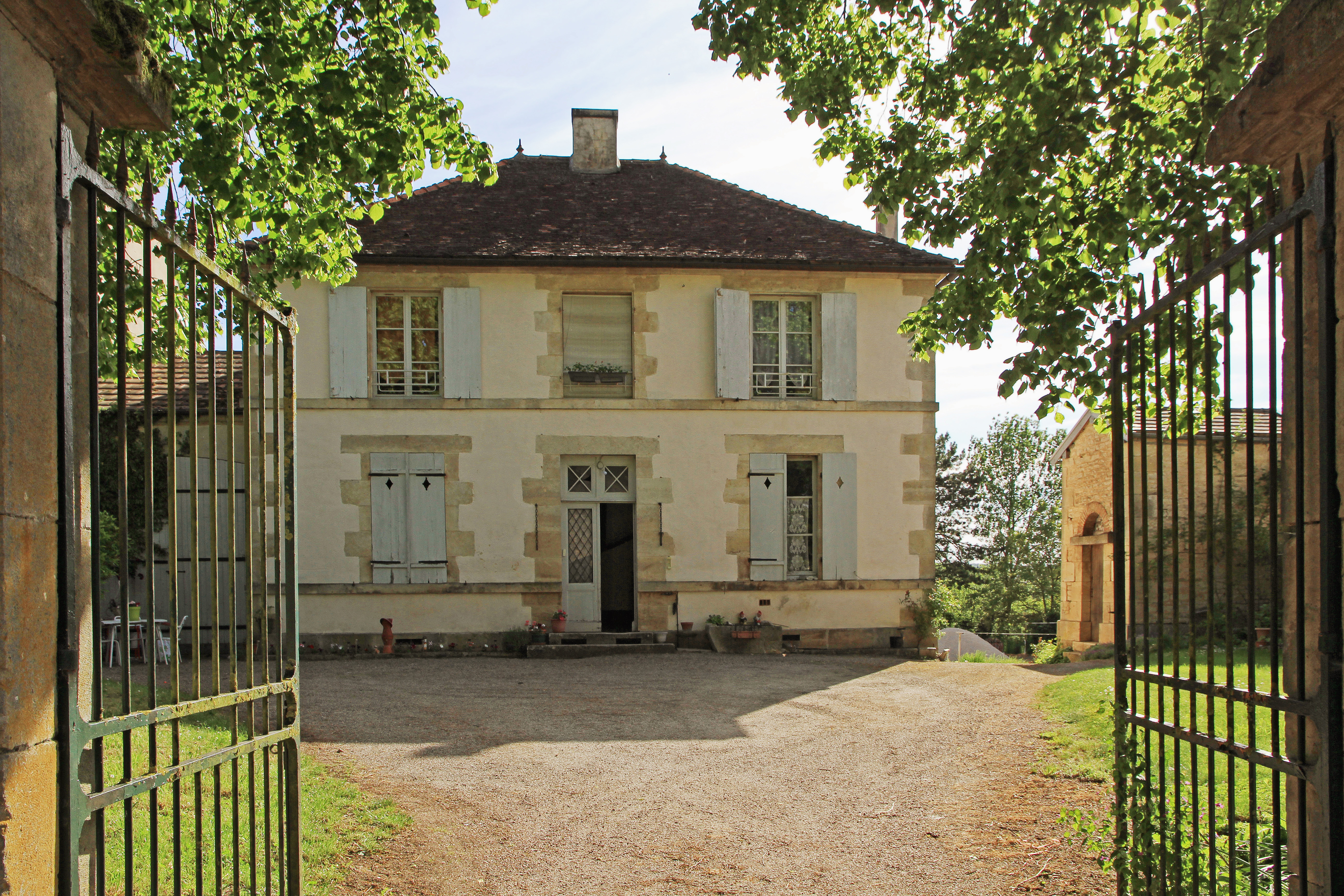
Ancien presbytère de Jours-lès-Baigneux.

- au canton de Châtillon-sur-Seine et
- à la communauté de communes du Pays Châtillonnais.

## Démographie
L'évolution du nombre d'habitants est connue à travers les recensements de la population effectués dans la commune depuis 1793. Pour les communes de moins de 10 000 habitants, une enquête de recensement portant sur toute la population est réalisée tous les cinq ans, les populations de référence des années intermédiaires étant quant à elles estimées par interpolation ou extrapolation. Pour la commune, le premier recensement exhaustif entrant dans le cadre du nouveau dispositif a été réalisé en 2007.

En 2022, la commune comptait 91 habitants, en évolution de +9,64 % par rapport à 2016 (Côte-d'Or : +0,82 %, France hors Mayotte : +2,11 %).
| 1793 | 1800 | 1806 | 1821 | 1831 | 1836 | 1841 | 1846 | 1851 |
| ---- | ---- | ---- | ---- | ---- | ---- | ---- | ---- | ---- |
| 240  | 255  | 227  | 242  | 223  | 246  | 254  | 249  | 245  |

| 1856 | 1861 | 1866 | 1872 | 1876 | 1881 | 1886 | 1891 | 1896 |
| ---- | ---- | ---- | ---- | ---- | ---- | ---- | ---- | ---- |
| 227  | 218  | 211  | 188  | 175  | 191  | 212  | 187  | 196  |

| 1901 | 1906 | 1911 | 1921 | 1926 | 1931 | 1936 | 1946 | 1954 |
| ---- | ---- | ---- | ---- | ---- | ---- | ---- | ---- | ---- |
| 175  | 161  | 170  | 135  | 144  | 137  | 141  | 119  | 142  |

| 1962 | 1968 | 1975 | 1982 | 1990 | 1999 | 2006 | 2007 | 2012 |
| ---- | ---- | ---- | ---- | ---- | ---- | ---- | ---- | ---- |
| 133  | 128  | 106  | 86   | 86   | 88   | 85   | 85   | 96   |

| 2017 | 2022 | - | - | - | - | - | - | - |
| ---- | ---- | - | - | - | - | - | - | - |
| 76   | 91   | - | - | - | - | - | - | - |

## Culture locale et patrimoine

### Lieux, monuments et pôles d'intérêt
En 2016, la commune compte 1 monument inscrit à l'inventaire des monuments historiques, 18 monuments ou édifices répertoriés à l'inventaire général du patrimoine culturel et 12 objets répertoriés à l'inventaire général du patrimoine culturel.
- plusieurs croix monumentales existent sur la commune, plusieurs sont répertoriées à l'IGPC.

à la Combe-Bernard :
- lavoir (répertorié IGPC 1990)[23].

à Jours-les-Baigneux :
- Château  Classé MH (1964)[24] du XVIe siècle.

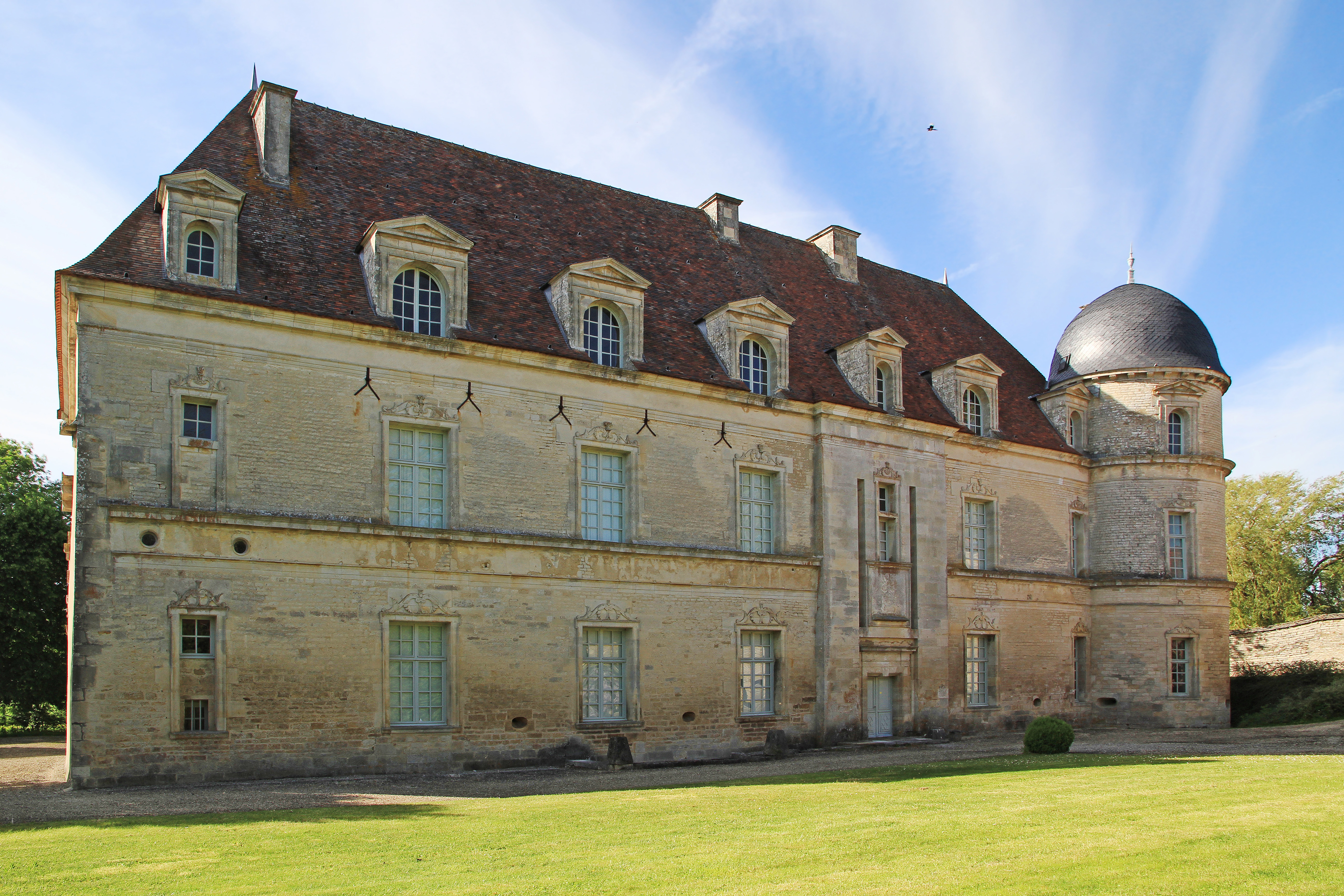
Façade nord-est du château.
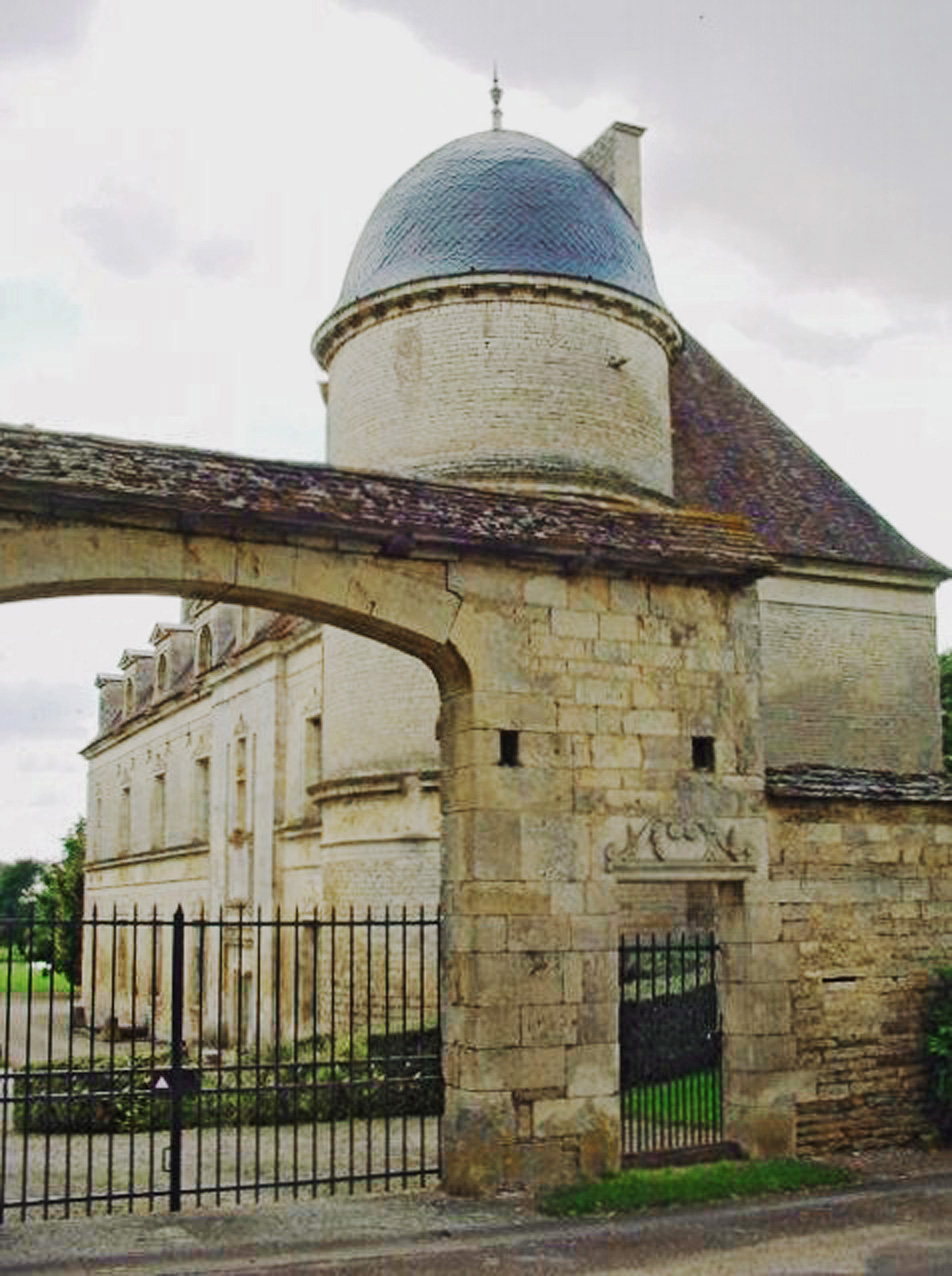
L'entrée et la tour.
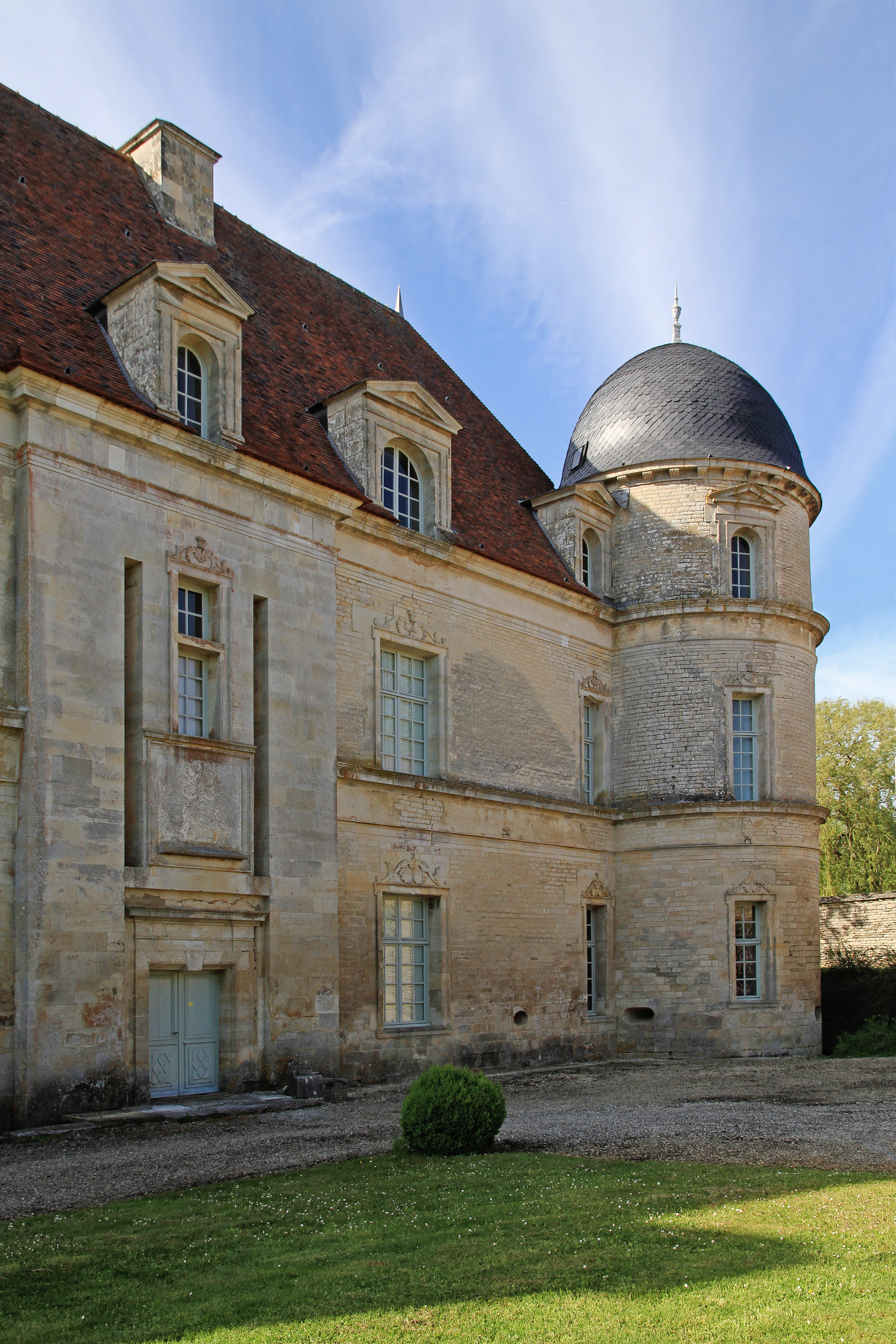
La tour Joyeuse.
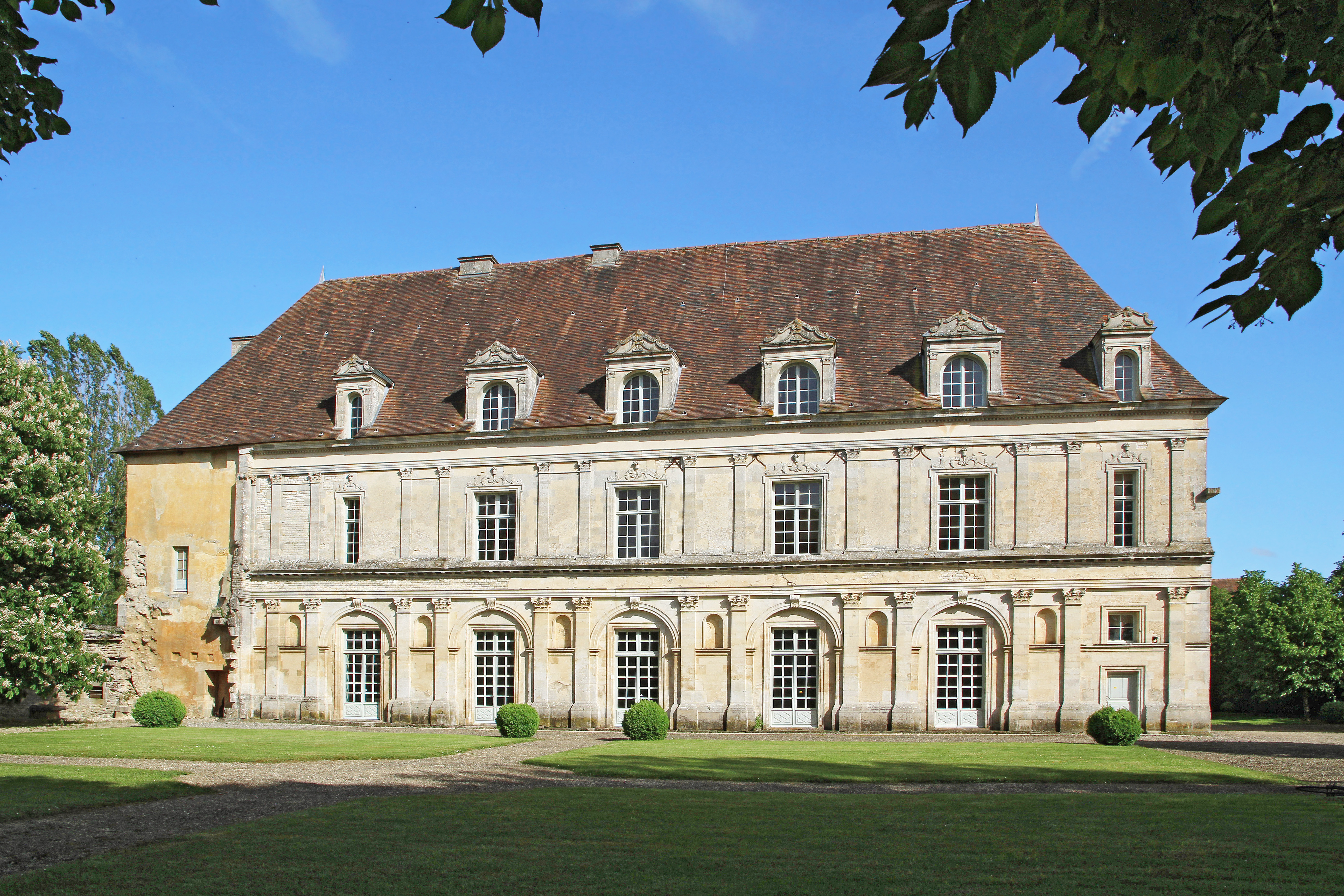
Façade sud-ouest de l'architecte Serlio.

- Église Saint-Barthélemy du XIXe siècle (répertorié IGPC 1990)[25].

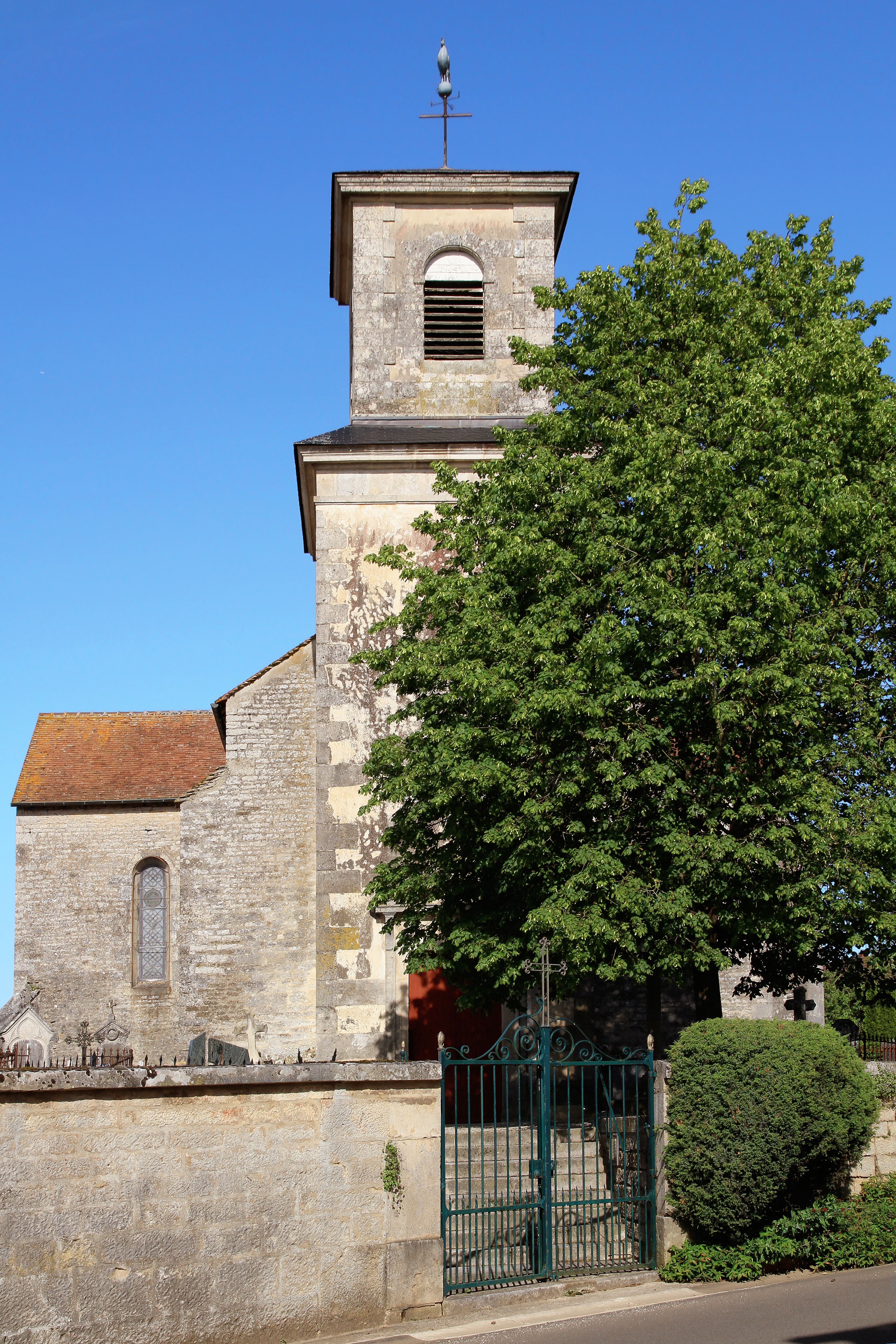
Entrée de l'église sur la rue principale.
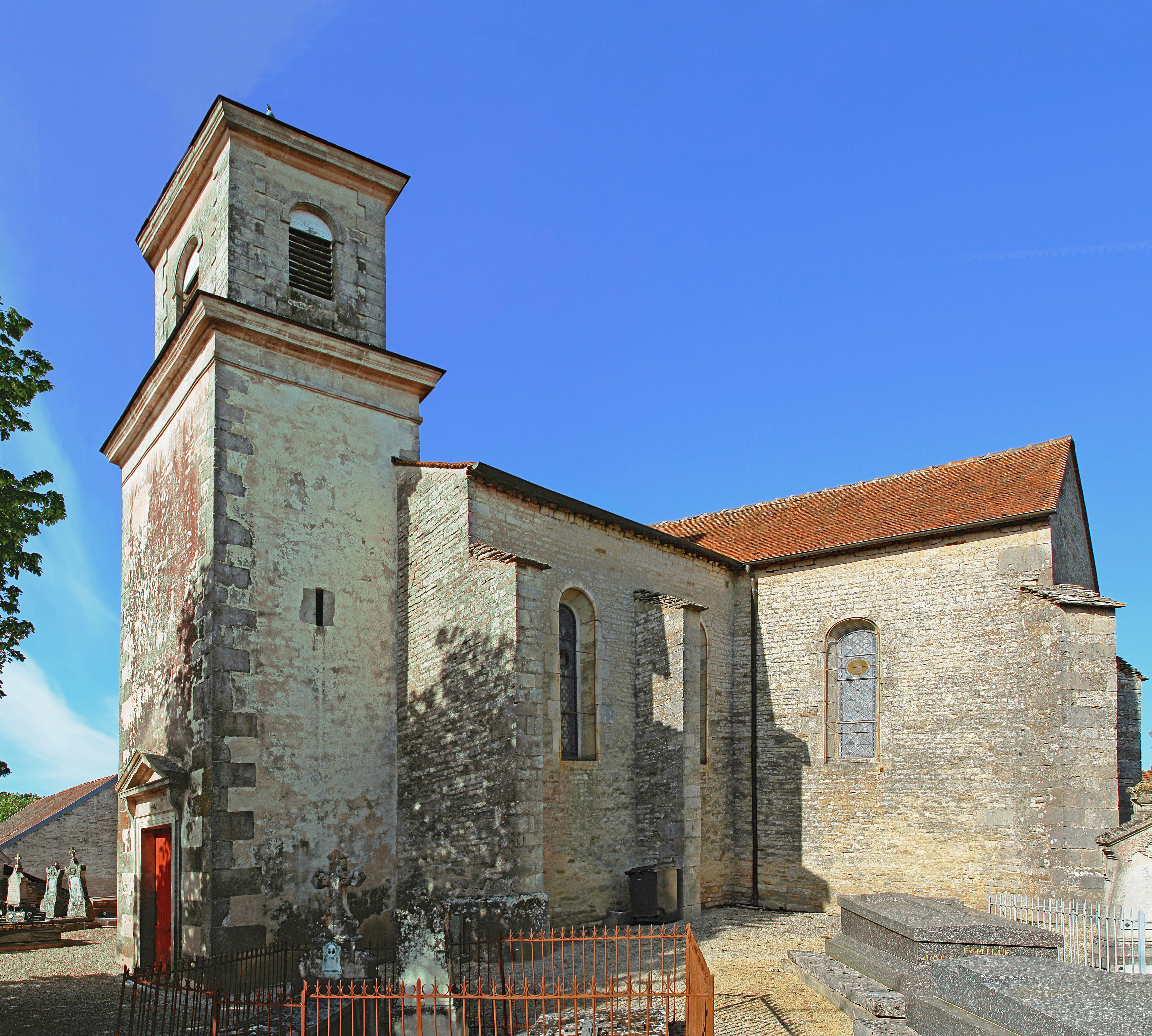
Clocher et transept sud.
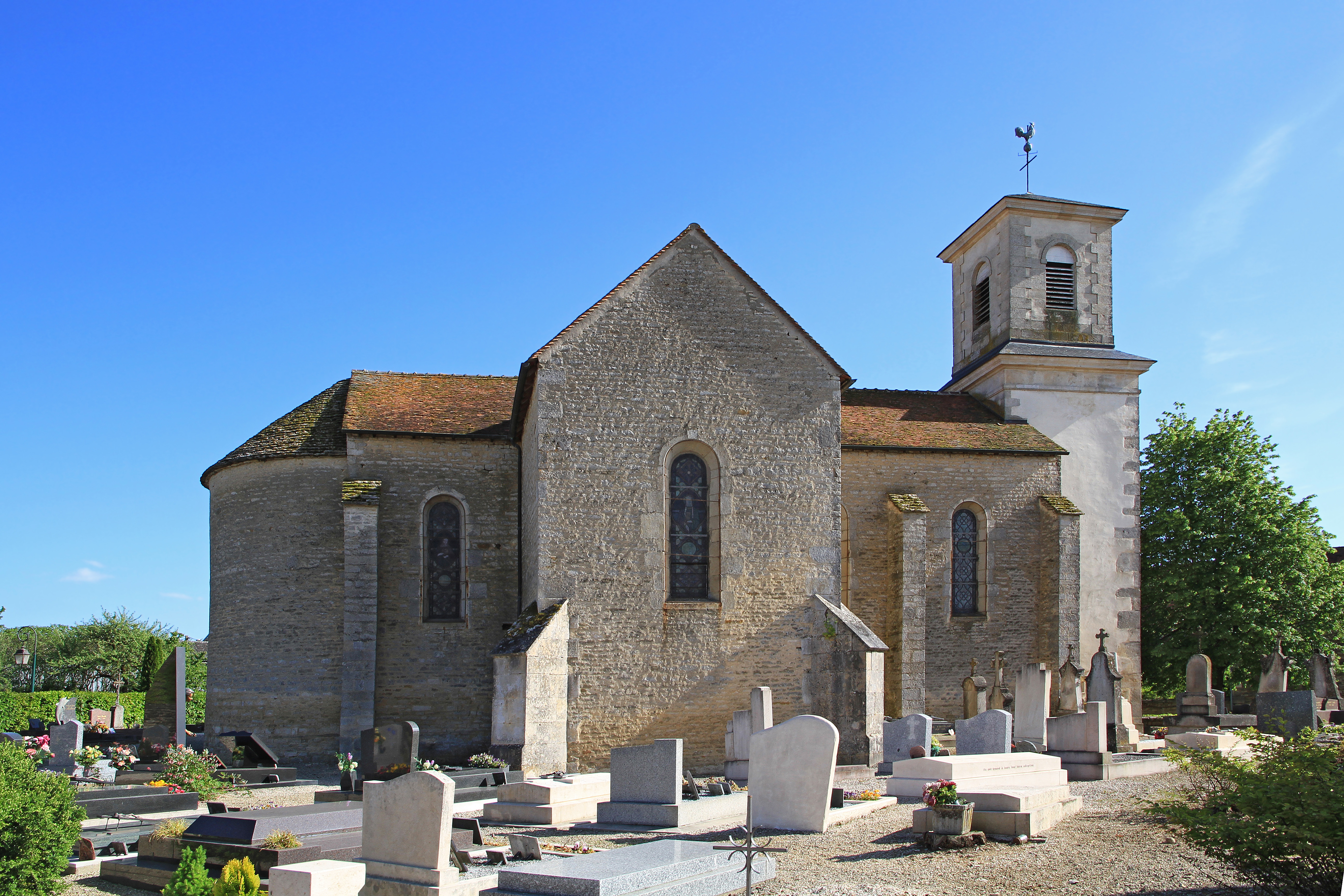
Abside et transept nord.

- lavoir avec toit à impluvium de la 2e moitié du XIXe siècle bien réhabilité[26] (répertorié IGPC 1990)[27].
- ancien four à pain début XIXe s. (répertorié IGPC 1990)[28].

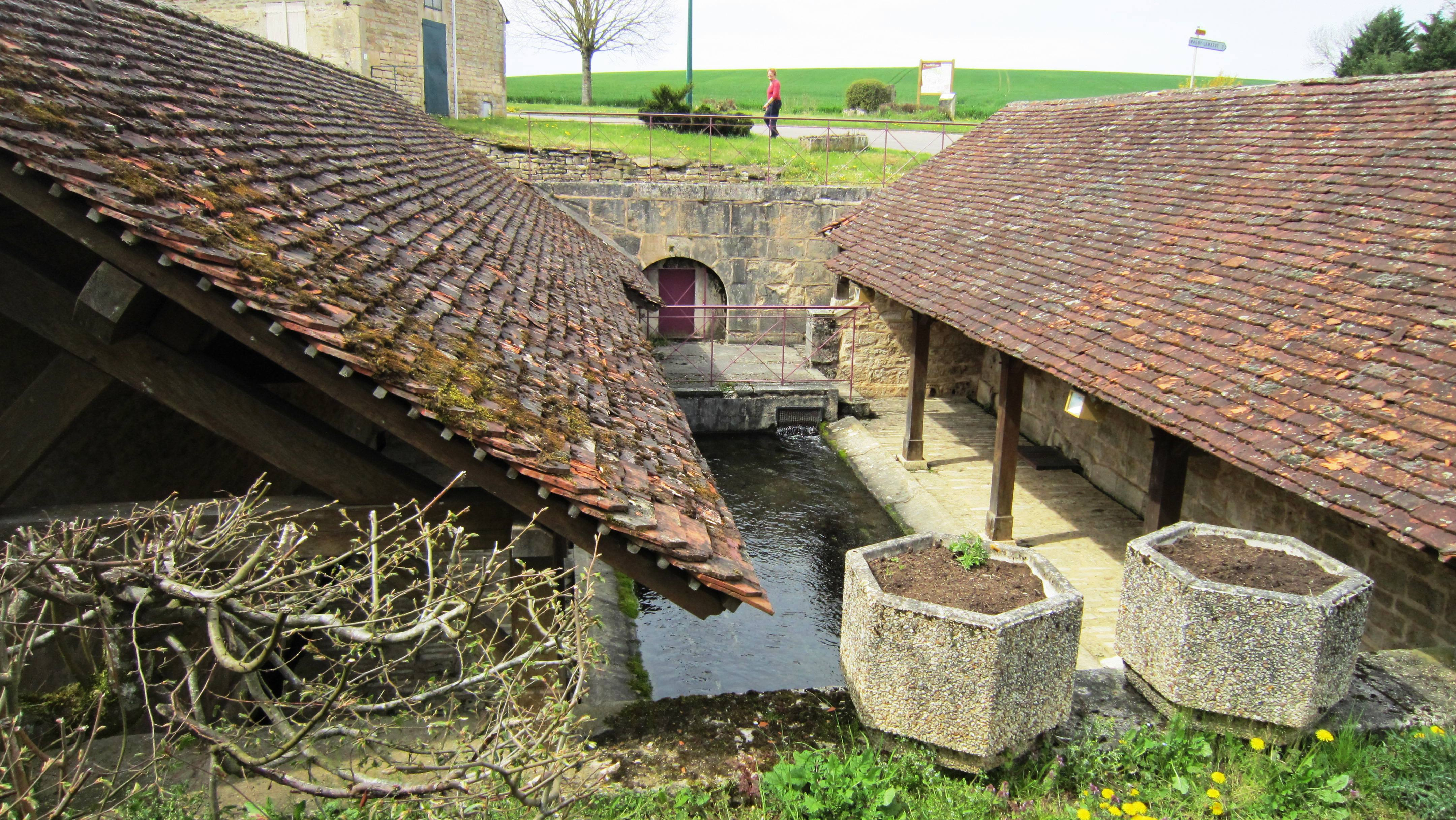
Le lavoir à impluvium.
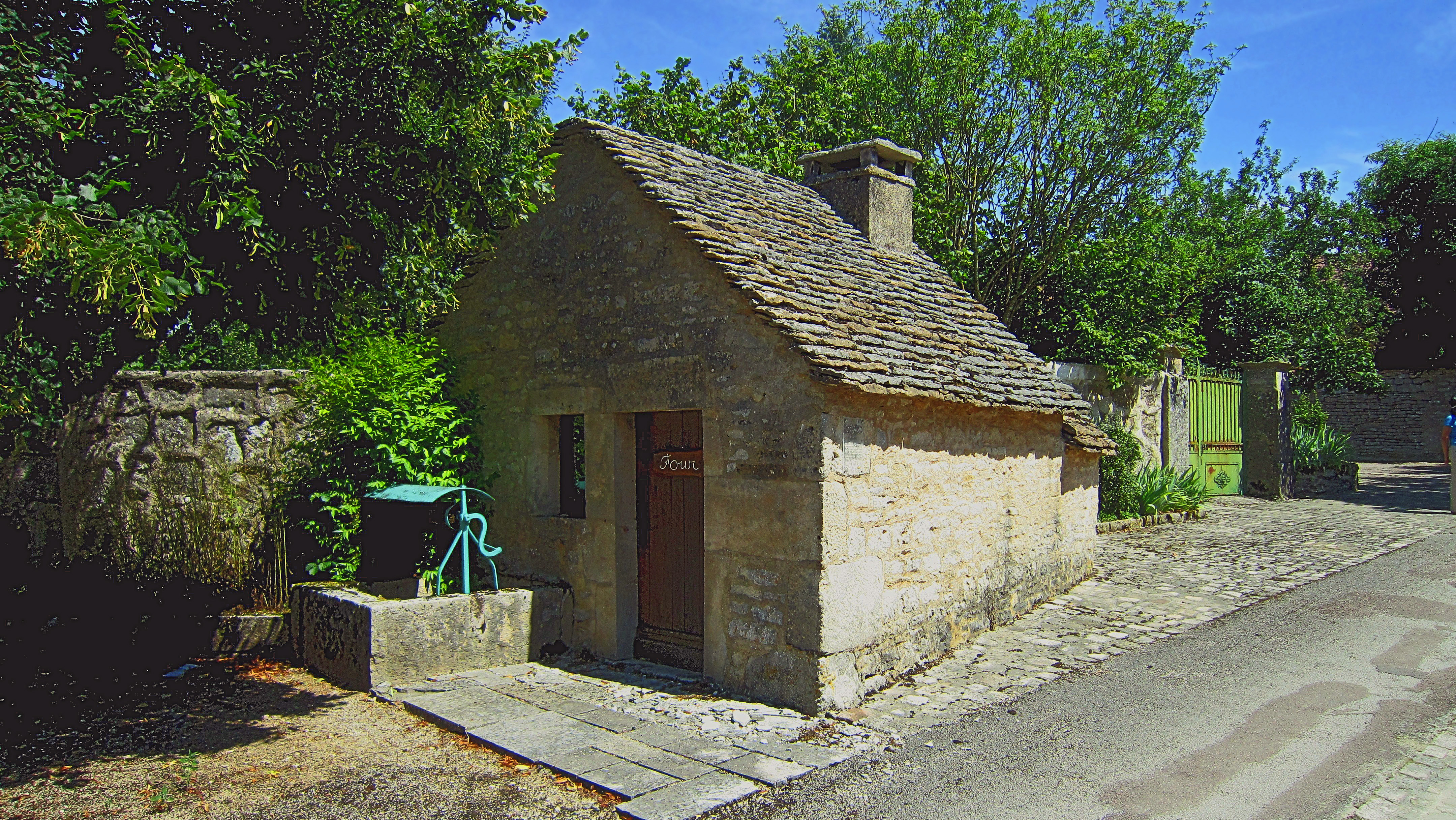
Four banal de Jours-lès-Baigneux.

- sarcophages mérovingiens du VIIe s. (répertoriés IGPC 1990)[29],[30] visibles sur le parvis de l'église dans le cimetière voir image plus haut (§ Histoire).

à Cessey :
- Chapelle Saint-Antoine  début XVIIe s. (répertorié IGPC 1990)[31].

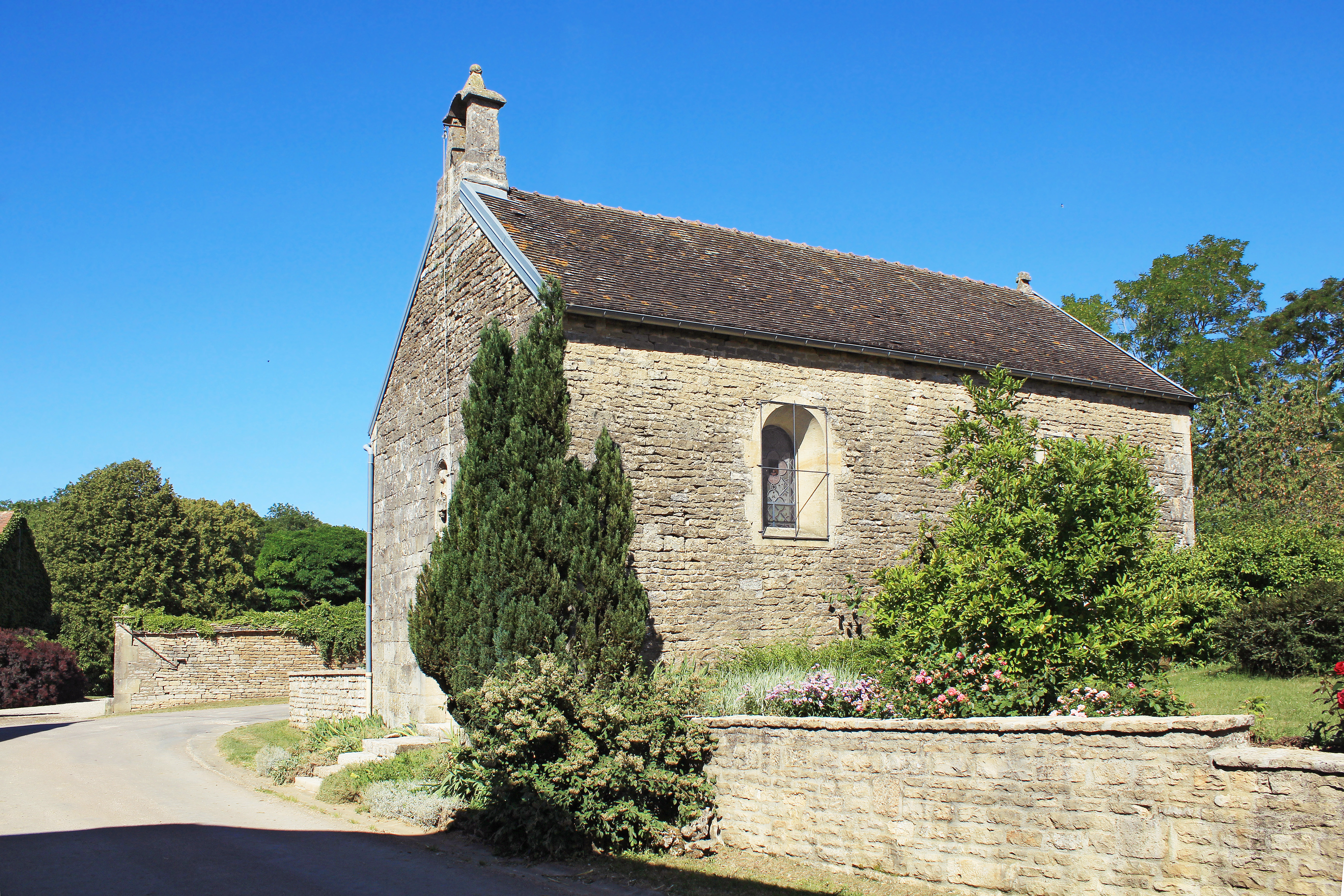
Chapelle Saint-Antoine et son enclos.
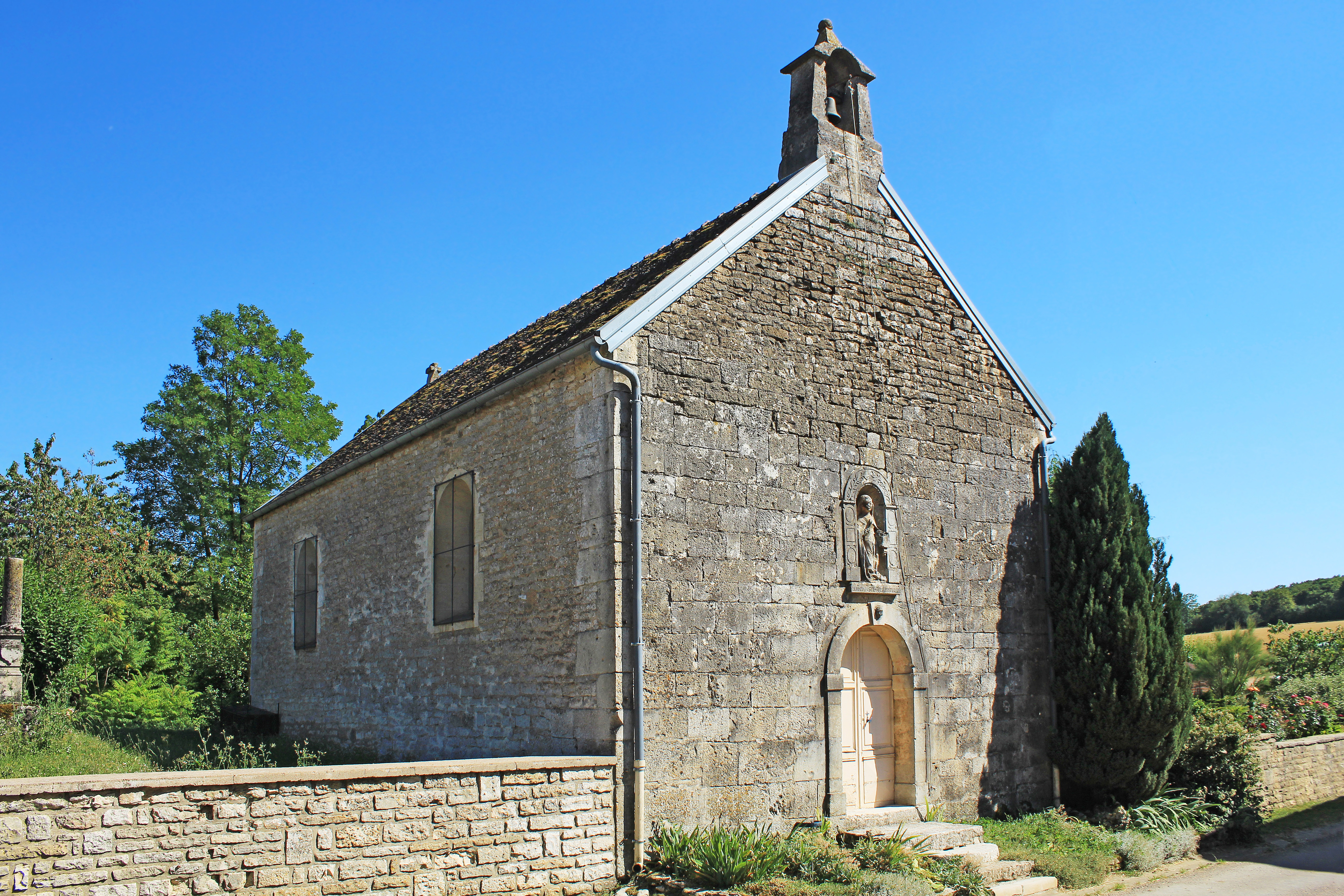
Façade datée et statue :
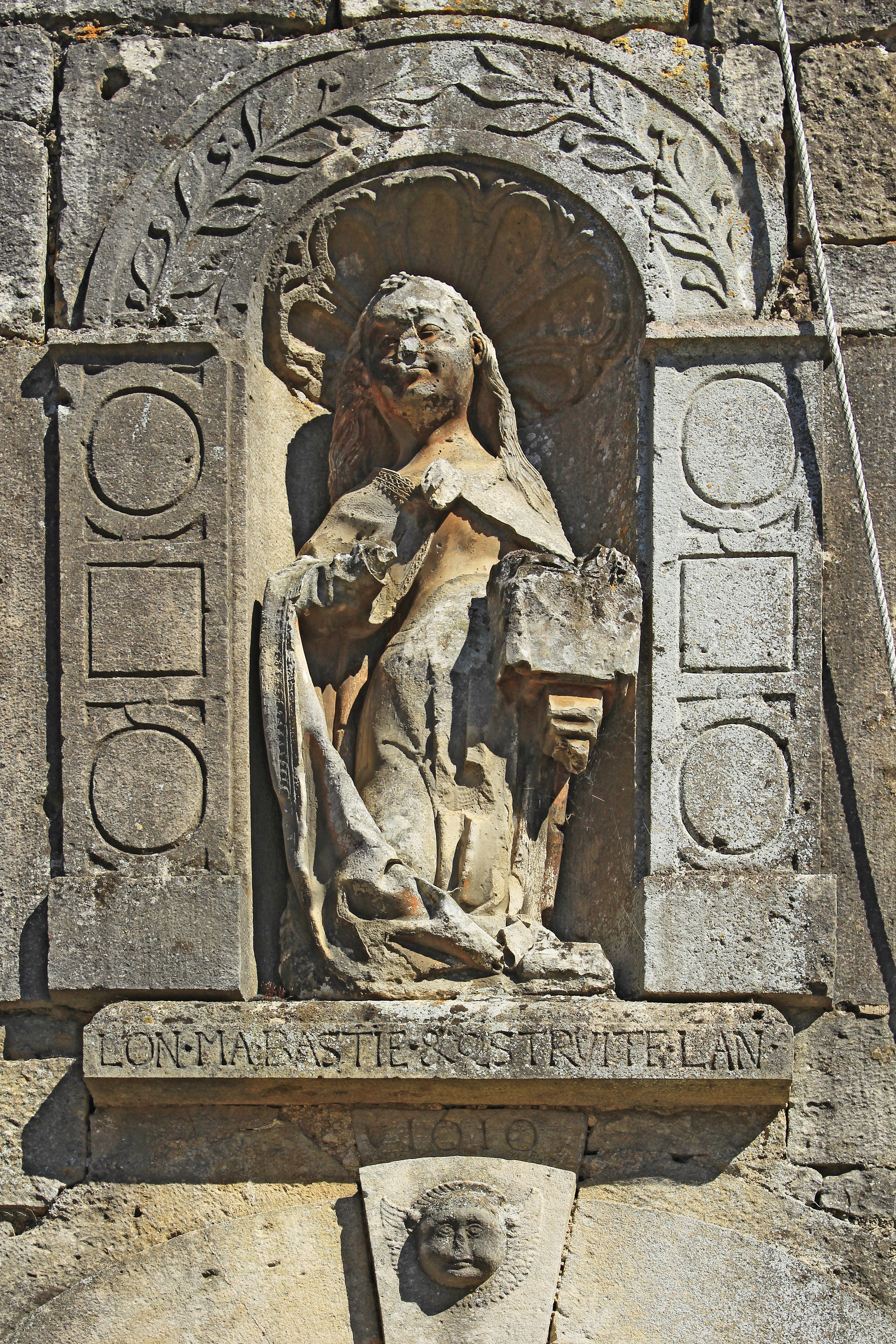
« LON MA BASTIE & QSTRUITE L'AN 1610 ».

- Château de Cessey (XVIIe s., privé). Il fut habité par le Général Claude-Nicolas Vaudrey, aide de camp de Napoléon III.

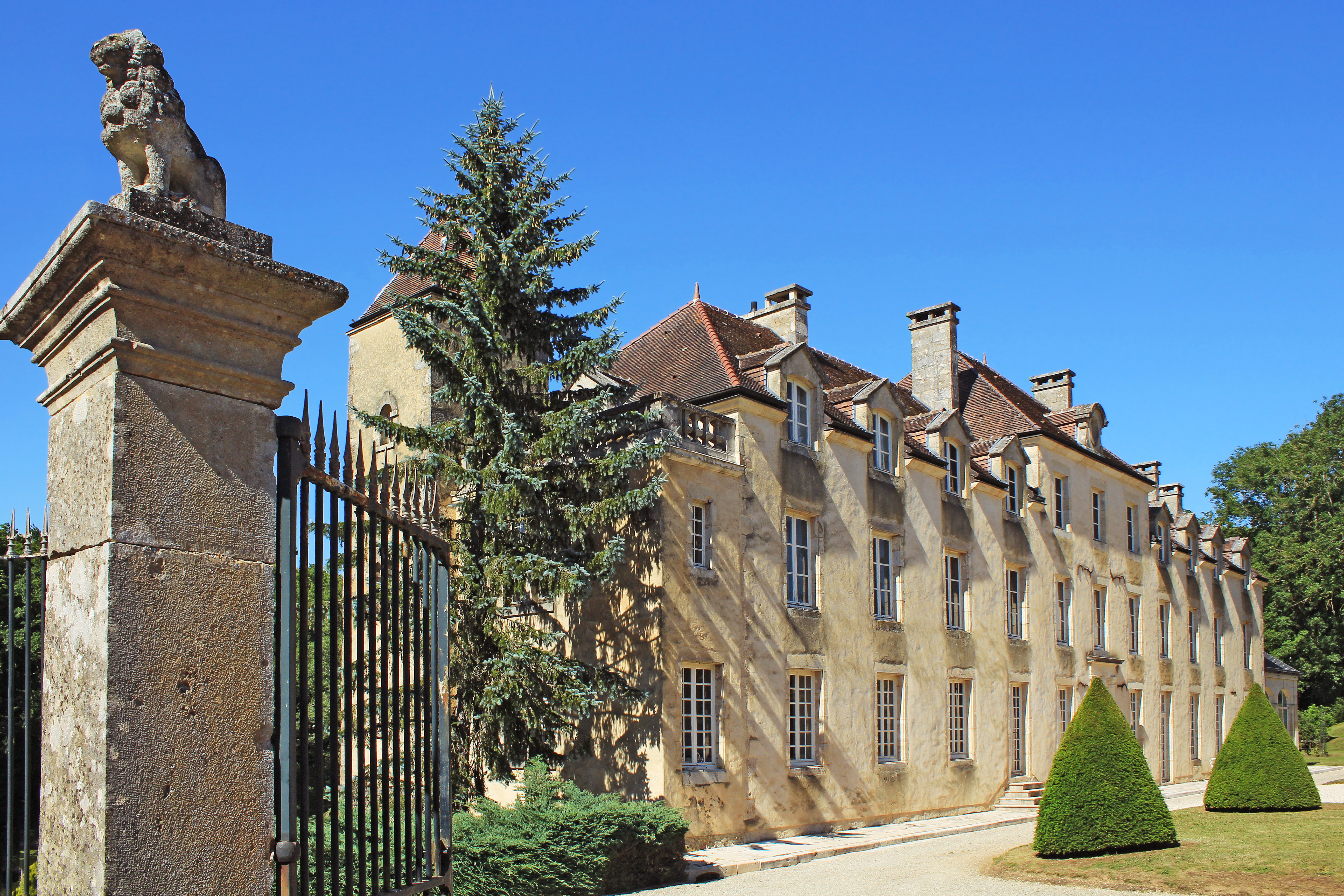
Entrée et façade du château de Cessey.
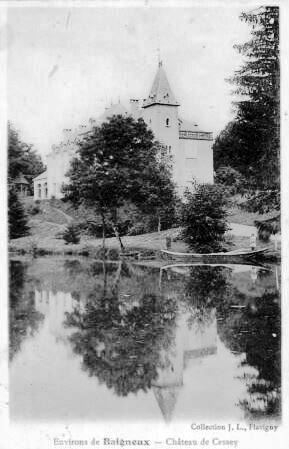
Le château vers 1900.
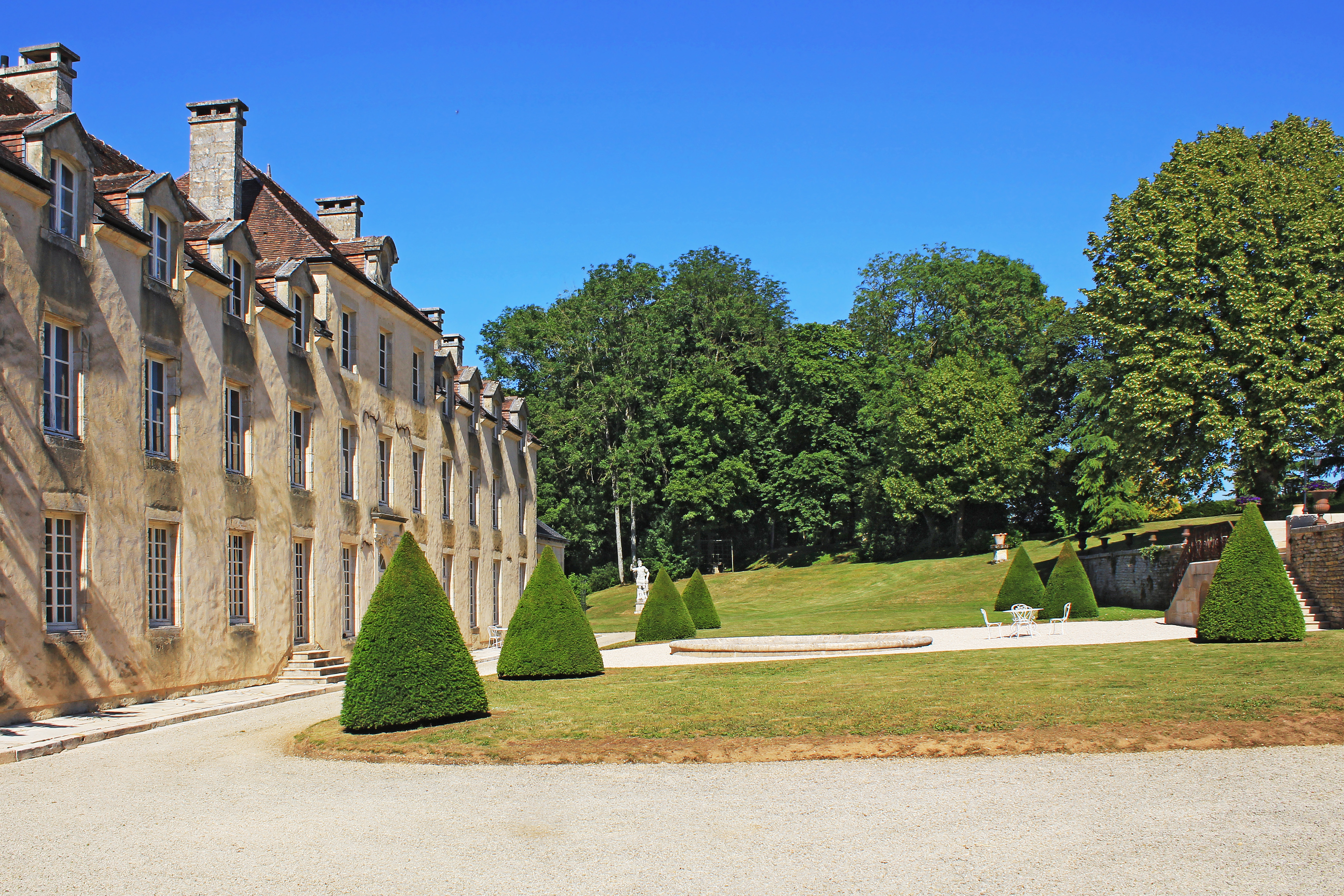
Jardins devant le château.

- Aérodrome de Cessey.

### Personnalités liées à la commune
- Claude-Nicolas Vaudrey, général de brigade, sénateur et conseiller général du canton de Baigneux-les-Juifs, est mort à Jours-lès-Baigneux le 11 mars 1857.

### Héraldique
| Blason de Jours-lès-Baigneux | Blason  | Écartelé : au 1er d'azur à deux fasces ondées d'or, au 2e d'or semé de grelots d'argent, chacun soutenu d'un croissant de gueules, au 3e vairé d'or et de gueules, au 4e d'azur à l'oie d'argent, becquée de gueules et membrée de sable. |
| Blason de Jours-lès-Baigneux | Détails | Le statut officiel du blason reste à déterminer. |